# Савельєвка (Сєверний район)
Саве́льєвка (рос. Савельевка) — селище у складі Сєверного району Оренбурзької області, Росія.

## Населення
Населення — 38 осіб (2010; 60 у 2002).
Національний склад (станом на 2002 рік):
- росіяни — 65 %